# 스티브 데인스
스티븐 데이비드 데인스(Steven David Daines, 1947년 1월 28일 ~ )는 미국의 정치인이다.

## 학력
- 몬태나 주립 대학교 이학사

## 경력
- 공화당 몬태나 주립대학교지부 회장
- 몬태나주 공화당 대의원
- 마이크 허커비 대선캠프 몬태나주 선거대책위원장
- P&G 중국홍콩지부 공장장
- RightNow 고객서비스 관리자
- RightNow 영업담당부사장
- 2013.01 ~ 2015.01 제113대 미국 몬태나 광역선거구 연방하원의원
- 2015.01 ~ 제114~대 미국 몬태나 연방상원의원
- 2023.01 ~ 2025.01 미국 연방상원 공화당 의원총회 의장

## 역대 선거 결과
| 선거명      | 직책명                       | 대수  | 정당   | 득표율 | 득표수    | 결과 | 당락                   |
| ----------- | ---------------------------- | ----- | ------ | ------ | --------- | ---- | ---------------------- |
| 2008년 선거 | 몬태나 부지사                | 33대  | 공화당 | 32.52% | 158,268표 | 2위  | 낙선                   |
| 2012년 선거 | 하원의원 (몬태나 광역선거구) | 113대 | 공화당 | 53.25% | 255,468표 | 1위  | 몬태나주 하원의원 당선 |
| 2014년 선거 | 상원의원 (몬태나 제2부)      | 114대 | 공화당 | 57.79% | 213,709표 | 1위  | 몬태나주 상원의원 당선 |
| 2020년 선거 | 상원의원 (몬태나 제2부)      | 117대 | 공화당 | 55.01% | 333,174표 | 1위  | 몬태나주 상원의원 당선 |